# Irvina Bajramovic
Irvina Bajramovic, född 27 februari 1995, är en svensk fotbollsspelare (anfallare) som spelar för IK Rössö Uddevalla. 

## Karriär
Irvina Bajramovic blev skyttedrottning när Gilleby/Stala Orust FC vann division 3 säsongen 2012. Sommaren 2013 bytte hon klubb till Torslanda IK där det inte blev mycket speltid. Inför säsongen 2014 skrev hon kontrakt med Rössö, och hon gjorde 34 mål säsongen 2015. Efter säsongen valde Irvina Bajramovic det damallsvenska laget Kopparbergs/Göteborg FC. I avtalet mellan henne och de båda klubbarna fanns det inskrivet att hon kunden spela för båda föreningarna. Hon startade matchsäsongen i Rössö, men den 27 juni 2016 debuterade hon i damallsvenskan med ett inhopp i 88:e minuten mot Linköpings FC. Matchen slutade 1–0 till Linköping.
I maj 2018 återvände Bajramovic till division 1-klubben IK Rössö Uddevalla.